# Edoardo Ceria
Edoardo Ceria (Biella, 26 mei 1995) is een Italiaanse voetballer die als aanvaller speelt.
Ceria maakte zijn debuut in het betaalde voetbal op huurbasis voor FC Den Bosch op 10 augustus 2014 in een competitiewedstrijd tegen Sparta Rotterdam (2-1 verlies). Hij kwam samen met teamgenoten Filippo Penna en Elvis Kabashi naar Nederland. Deze spelers kwamen al meerdere malen in actie voor vertegenwoordigende elftallen in hun thuisland Italië en Albanië. FC Den Bosch en Juventus hebben sinds de zomer van 2014 een samenwerkingsverband. Ceria is sinds 2013 gedeeld eigendom van Juventus en Atalanta Bergamo. Vanaf de zomer van 2015 speelt hij bij de laatstgenoemde dat alle rechten, samen met die van Richmond Boakye en Simone Emmanuello, uitruilde tegen die van Davide Cais en Luca Barlocco. Ook door Atalanta Bergamo werd Ceria meermaals verhuurd. Op donderdag 31 augustus werd bekend dat Ceria terugkeerde bij FC Den Bosch. Hij kwam echter niet in actie en in januari 2018 werd zijn overeenkomst ontbonden waarna Ceria zijn loopbaan vervolgde bij Olympia Agnonese in de Serie D. Op hetzelfde niveau ging hij vanaf medio 2018 voor US Fiorenzuola 1922 SS spelen. Een half jaar later stapte Ceria over naar ASD La Biellese in de Eccellenza Piemontese en vanaf medio 2019 speelt hij bij Stresa op hetzelfde niveau. In januari 2020 ging hij voor Oleggio spelen